# Rio São Francisco Falso Braço Sul
Rio São Francisco Falso Braço Sul är ett vattendrag i Brasilien.   Det ligger i delstaten Paraná, i den södra delen av landet, 1 200 km sydväst om huvudstaden Brasília.
Omgivningen kring Rio São Francisco Falso Braço Sul är en mosaik av jordbruksmark och naturlig växtlighet. Området är glesbefolkat, med 12 invånare per kvadratkilometer.